# ジャパンカップ ボウリング
ジャパンカップ ボウリング（英語：ROUND1 JAPAN CUP BOWLING ）は、日本プロボウリング協会（JPBA）と全米プロボウラーズ協会（PBA)の共催により2014年まで開催されていた日本のプロボウリングの国際大会である。2012年より2014年まではラウンドワンの特別協賛により大会名を「ラウンドワン ジャパンカップ ボウリング」として開催されていた。

## 概要
- 1985年 日本プロボウリング協会(JPBA)が、全米プロボウラーズ協会(PBA)の協力の下、第1回大会を開催。

- 第19回大会（2003年）まで大塚製薬協賛の下（「オロナミンC ジャパンカップ」）、東京ポートボウルで開催された。

- 第20回大会（2004年）よりダイドードリンコが協賛となり（「DyDo ジャパンカップ」）、開催センターも新横浜プリンスホテルボウリングセンターになった。

この大会より試合方式を大きく変更。アマチュア選手にも出場の門戸が開かれた。
- 第21回大会（2005年）より、TV決勝は東京体育館特設レーンにおけるアリーナ決勝として開催。

この大会より女子プロ選手（女子プロボウラー）2名が、JPBAの推薦により出場。
- 第22回大会（2006年）より、本大会予選開催センターが品川プリンスホテルボウリングセンターになる。

- 第23回大会（2007年）は、試合方式のうち、2次予選〜ラウンドロビンが準決勝トーナメントに変更。

またTV決勝ステップラダーがTV決勝トーナメントに変更。
- 第24回大会（2009年）は、4月26日にTV決勝が東京体育館特設レーンにおけるアリーナ決勝として開催。

本大会予選は開催センターが品川プリンスホテルボウリングセンターだが本大会予選の詳細は2009年1月現在、下記『競技方法の変遷』に記載の内容が予定されている。
- 第25回大会（2010年）は、4月22日から25日にかけて開催。アマ選抜大会から本大会予選までは品川プリンスホテルボウリングセンター、本大会準決勝およびTV決勝は東京ポートボウルで行われた。TV決勝は上位8名のトーナメントにより争われ、トミー・ジョーンズが3度目の優勝。

- 2011年は開催されなかった。

- 第26回大会（2012年）は、これまで特別協賛であったダイドードリンコ、協力のイースタンスポーツに代わり、ラウンドワン特別協賛により開催されることになった（「ラウンドワン ジャパンカップ ボウリング」）。会場は、ラウンドワン南砂店、品川プリンスホテルボウリングセンター、ラウンドワンスタジアムダイバーシティ 東京プラザ店[1]。テレビ中継はこれまでのNHK BS1に代わり、関西テレビ制作（地上波フジテレビ系列全国22局）による30分のダイジェスト版が放映された。後にフジテレビNEXTでESPN制作版（1時間50分）が放映された。

- 第27回大会（2013年）は、加藤祐哉が第4回大会優勝の酒井武雄以来、25年ぶりの日本人選手による優勝を成し遂げた。日本人選手としての優勝は、第1回大会優勝の谷口健を含め、3人目。なお今回は久しぶりに女子プロボウラーも数名出場した。テレビ中継はCS放送のスカイ・A sports+が初めて放映した（TVファイナル完全中継）。

- 第28回大会（2014年）は、大会史上初めて韓国プロボウリング協会（KPBA）所属の韓国人選手、パク・キョンシンが優勝した。また、アマチュア選手の宮澤拓哉がTVファイナルに進出する健闘を見せた（TVファイナル1回戦敗退）。

## 大会結果・歴代優勝者
| 回 | 開催年 | 優勝選手                          | 大会詳細 |
| -- | ------ | --------------------------------- | -------- |
| 1  | 1985年 | 谷口健                            |          |
| 2  | 1986年 | ピート・ウェーバー                |          |
| 3  | 1987年 | アムレト・モナチェリ              |          |
| 4  | 1988年 | 酒井武雄                          |          |
| 5  | 1989年 | ランディ・ピーダセン              |          |
| 6  | 1990年 | クリス・ウォーレン                |          |
| 7  | 1991年 | ウォルター・レイ・ウィリアムズJr. |          |
| 8  | 1992年 | パーカー・ボーンIII               |          |
| 9  | 1993年 | ピート・ウェーバー                |          |
| 10 | 1994年 | ブライアン・ボス                  |          |
| 11 | 1995年 | アムレト・モナチェリ              |          |
| 12 | 1996年 | スティーブ・ウィルソン            |          |
| 13 | 1997年 | ダグ・ケント                      |          |
| 14 | 1998年 | パーカー・ボーンIII               |          |
| 15 | 1999年 | パーカー・ボーンIII               |          |
| 16 | 2000年 | パーカー・ボーンIII               |          |
| 17 | 2001年 | ボブ・ラーンJr.                   |          |
| 18 | 2002年 | ロバート・スミス                  |          |
| 19 | 2003年 | クリス・バーンズ                  |          |
| 20 | 2004年 | トミー・ジョーンズ                |          |
| 21 | 2005年 | トミー・ジョーンズ                |          |
| 22 | 2006年 | ウォルター・レイ・ウィリアムズJr. |          |
| 23 | 2007年 | ミカ・コイブニエミ                |          |
| 24 | 2009年 | パトリック・アレン                |          |
| 25 | 2010年 | トミー・ジョーンズ                |          |
| 26 | 2012年 | ミカ・コイブニエミ                | 大会詳細 |
| 27 | 2013年 | 加藤祐哉                          | 大会詳細 |
| 28 | 2014年 | パク・キョンシン                  | 大会詳細 |

## 競技方法の変遷
(2004年以降はプロアマ各選抜大会を除く)
1985年 - 2003年
32名でラウンドロビン→6名でTV決勝ステップラダー方式(1Gマッチ)
2004年
192名で1次予選18G→63名で2次予選9G→32名でラウンドロビン→9名でTV決勝ステップラダー方式(1Gマッチ、6 - 9位はシュートアウトで選出)
2005年
192名で1次予選10G→63名で2次予選10G→32名でラウンドロビン→9名でTV決勝ステップラダー方式(1Gマッチ、6 - 9位はシュートアウトで選出)
2006年
144名で1次予選12G→72名で2次予選8G→32名でラウンドロビン→9名でTV決勝ステップラダー方式(1Gマッチ、6 - 9位はシュートアウトで選出)
2007年
144名で予選12G→64名で準決勝トーナメント(2G先取)→8名でTV決勝トーナメント方式(1Gマッチ)
2009年
144名で予選12G→48名で準決勝トーナメント(3G先取)→8名でTV決勝トーナメント方式(1Gマッチ)
2010年
144名で予選12G→48名で準決勝トーナメント(4G先取)→8名でTV決勝トーナメント方式(1Gマッチ)
2012年 -
176名（プロ126名・アマ50名）で予選10G→64名で準決勝トーナメント(3G先取)→8名でTV決勝トーナメント方式(1Gマッチ)